# Al-Aqsa TV
Al-Aqsa TV (în arabă شبكـة الأقصـى‎) este un post palestinian de televiziune considerat ca instrumentul oficial de propagandă al partidului palestinian islamist-extremist și terorist Hamas. Stația a început să emită pe 9 ianuarie 2006, după victoria partidului Hamas în alegerile parlamentare palestiniene șI ruperea de Autoritatea Națională Palestiniană. Este condusă de Fathi Hamad, membru al Parlamentului palestinian - Gaza și director al societății Ribat, societate ce controlează și postul de radio Al-Aqsa Radio.

## Difuzarea programelor Al-Aqsa TV în Europa
Societatea Eutelsat, societatea bazată în Franța al cărei satelit de telecomunicații asigura difuzarea programele „Al Aqsa TV” în Europa, a fost avertizată de către „Conseil Supérieur de l'Audiovisuel” (organismul regulator al difuzării emisiunilor de radio și televiziune în Franța) prin două note (din 2 decembrie 2008 și 3 noiembrie 2009) de necesitatea de a se conforma legislației franceze și europene privind interzicerea incitării la terorism, violență pe motive religiose sau rasiale.
În iunie 2010 Comisia Europeană a transmis autorităților franceze o somație în care cerea punerea în acord a difuzării programelor „Al Aqsa TV” în conformitate cu legislația europeană, referință fiind facută la „incitarea la violență pe motive rasiale sau religioase”.
Eutelsat a fost somată de către Conseil Supérieur de l'Audiovisuel să oprească difuzarea acestor programe. La rândul ei, societatea Eutelsat a cerut societății Noorsat bazată în Bahrein, societatea care distribuia „Al Aqsa TV”, să retragă acest program din buchetul transmis către Eutelsat, cerință care a fost realizată.
Angajații „Al Aqsa TV au protestat față de această decizie pe care au catalogat-o „scandaloasă și ilegală”. Difuzarea programelor „Al Aqsa TV” către Europa a fost ulterior realizată de către sateliți aparținând unor țări arabe.